# André Bloch (skladatel)
André Bloch, vlastním jménem Andreas Bloch, (14. ledna 1873 Wissembourg, Alsasko – 7. srpna 1960 Paříž) byl francouzský hudební skladatel a pedagog.

## Život
Narodil se 14. ledna 1873 ve Wissembourgu v departmentu Alsasko. Studoval na pařížské konzervatoři u Ernesta Guirauda, André Gedalga a Julese Masseneta. Za kantátu Antigone na text Ferdinanda Beissiera získal v roce 1893 první místo v soutěži o Římskou cenu (Premier Grand Prix de Rome).
Po návratu do Francie se stal učitelem harmonie na pařížské konzervatoři. Později také vyučoval na Americké konzervatoři ve Fontainebleau. Mezi jeho žáky byli např. skladatelé Fernand Oubradous a Jehan Alain.

## Dílo (výběr)
Bloch je znám především jako operní skladatel. Zkomponoval však také mnoho symfonické a komorní hudby. Provedl instrumentaci některých částí nedokončené opery Jacquea Offenbacha Hoffmannovy povídky.
Jevištní díla
- Feminaland, balet, 1904
- Maïda, opera, 1909
- Une nuit de Noël, opera, 1922
- Brocéliande, opera, 1925
- Guignol, buffo- opera, 1939

Orchestrální skladby
- Kaa, symfonická báseň podle Knihy džunglí Rudyarda Kiplinga
- Au Béguinage symfonická báseň, 1931
- L’Isle nostalgique, symfonická báseň, 1945
- Concerto-ballet pro klavír a orchestr, 1947
- Suite palestinienne pro violoncello a orchester, 1948
- Les Maisons de l’éternité, croquis d’orient pro violoncello a orchester, 1950
- Petite suite dominicale pro malý orchestr

Komorní hudba
- Denneriana pro klavír a klarinet, 1940
- Fantaisie variée pro klavír a fagot, 1946
- Air à danser pro klavír
- Thème varié, Andantino pro klavír
- Dans la palmeraie pro klavír a flétnu
- Goguenardises pro klavír a fagot

Vokální skladby
- Antigone kantáta podle Ferdinanda Beissiera, 1893
- Révélation pro dva hlasy a cappella
- Mon père m’a donné un mari, zpěv a klavír
- Dans les bois, zpěv a klavír